# Henri Winkelman
Pour les articles homonymes, voir Winkelman (homonymie).
Henri Gerard Winkelman, né le 17 août 1876 à Maastricht et mort le 27 décembre 1952 à Soesterberg, est un général néerlandais notamment connu pour avoir dirigé les troupes qui ont défendu les Pays-Bas lors de l'invasion des Allemands en 1940.
Il dut se résoudre à signer l'armistice avec les envahisseurs et accepter l'occupation pour limiter les pertes civiles, mais fut ensuite emprisonné durant le reste de la Seconde Guerre mondiale par les nazis, ces derniers craignant qu'il ne prenne la tête de la Résistance.

## Carrière
Winkelman sort diplômé de l'Académie militaire de Breda en 1892. Il s'enrôle en 1894 dans l'infanterie et est promu deux ans plus tard officier. De 1902 à 1905, il suit les cours de l’École de Guerre de La Haye, avant d'être affecté comme officier d’état-major au ministère de la Guerre. Il est promu commandant en 1923, puis en 1931  général de division (Generalmajor) avec fonction de chef d’État-major et commandant de la 4e région militaire.
Il est admis à la retraite en 1934, mais rappelé au service en 1939 dans le cadre de la mobilisation générale, et placé à la tête de la lutte antiaérienne.
Dans la bataille des Pays-Bas, il commande les forces terrestres néerlandaises balayées en quatre jours, du 10 au 14 mai 1940, par l'envahisseur allemand. La reine Wilhelmine et le gouvernement se réfugient au Royaume-Uni. Le 14 mai 1940, Winkelman signe la reddition des forces terrestres en métropole tout en maintenant le statut de belligérant pour la marine, l'aviation et les forces d'outre-mer. Prisonnier de guerre en Allemagne, il ne joue plus aucun rôle dans la suite du conflit.

## Références

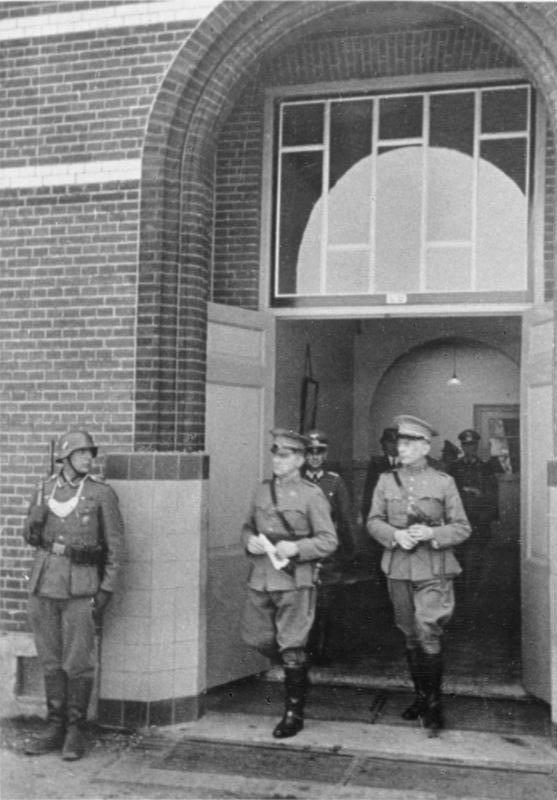
Le général Winkelman après avoir signé la capitulation néerlandaise.